# Internauta
Internauta è un termine composto dalle parole "internet" e "nauta" (derivato dal latino "nauta", a sua volta derivato dal greco antico "naus", che significa nave), con cui si designa il navigatore della Rete. Il termine è stato coniato nel 1997 nel programma di Rai3 "Tema, domande di fine millennio" per definire il ruolo della "navigatrice in rete" che leggeva sul computer presente in studio le notizie collegate alla puntata del giorno.

## Il programma Rai
Nelle 140 puntate del programma "Tema" di Rai Educational, voluto dal direttore Italo Moscati e presentato prima da Guido Davico Bonino e poi da Marino Sinibaldi, venivano ospitati intellettuali, artisti, giornalisti, medici, economisti e protagonisti del mondo della cultura che si interrogavano su come sarebbe cambiato il nostro modo di vivere e di pensare nel futuro: il termine "internauta" venne coniato da Raffaele Lo Bue, autore del programma con Maurizio Ciampa, Giandomenico Curi, Marco Guzzi e Sergio Malatesta.
Raffaele Lo Bue, che curava fra l'altro gli interventi di Francesca Brancadoro, la giovane operatrice che presiedeva la postazione internet in studio (ausilio tecnico che probabilmente compariva per la prima volta in un programma televisivo italiano) aveva proposto il termine "internauta" per definire il ruolo della "navigatrice" in Rete e la proposta era stata approvata dal capo progetto Rai Giampiero Raveggi.

## Storia
L'internauta si muove nel ciberspazio, ambiente elettronico in cui le distanze sembrano azzerarsi e il tempo pare unico in tutto il globo (si può ricorrere all'ora universale, la cosiddetta 'internet time'). Il fatto di partecipare – ognuno di fronte al proprio schermo – a un'unica realtà interconnessa ha fatto venire in mente di proporre il concetto di cittadinanza digitale. Ciò che è chiaro è che i “cittadini” del cosiddetto “villaggio globale” (Marshall McLuhan) di un'ipotetica repubblica virtuale sono chiamati sempre di più a partecipare e a diventare protagonisti. 
Non a caso la rivista Time ha scelto come uomo-tipo dell'anno (fine del 2006) proprio l'internauta, ossia chi ha contribuito all'esplosione della  democrazia digitale”. Questa sorta di rivoluzione pacifica si è abbattuta sui mass media tradizionali come una valanga, passando da un modello di tipo passivo (utente che guarda immagini o ascolta la radio sulla base di palinsesti prefissati) a una modalità interattiva (scelta dei palinsesti, anche via internet).

## Il secondo millennio
La diffusione dei social network quali Facebook, Twitter e Instagram, per citare i più rappresentativi come numero di utenti, ha rappresentato nei primi anni del 21º secolo, un passo avanti del citizen journalism verso una interattività mai vista prima, in assenza o quasi di mediazione da parte di figure professionali. Anche i siti web dedicati ai contenuti video degli utenti, come YouTube, hanno svolto un ruolo di documentazione giornalistica, pubblicando reportage e inchieste di fatti di cronaca, di politica e quant'altro. Grazie agli smartphone, le notizie diffuse via Internet sono diventate un mezzo per l'attivismo politico e per iniziative commerciali e pubblicitarie, offrendo nuove opportunità al citizen journalism. 